# Handball-Oberliga Rheinland-Pfalz/Saar 2023/24
Die Handball-Oberliga Rheinland-Pfalz/Saar 2023/24 (OL-RPS) wird unter dem Dach der Handball-Landesverbände Rheinhessen (HVR), Rheinland (HVRL), Pfalz (PfHV) und Saar (HVS) organisiert und ist die höchste Spielklasse des Verbundes. Die Oberliga – RPS  ist nach der Bundesliga, der 2. Bundesliga und der 3. Liga eine der vierthöchsten Spielklassen im deutschen Handball. Ab der Saison 2024/25 wird die Oberliga-RPS in Handball-Regionalliga Südwest umbenannt.

## Saisonverlauf
Die Handball-Oberliga Rheinland-Pfalz/Saar 2023/24 war die zweiundzwanzigste Ausspielung dieser Handballliga sein.

### Modus
Männer: Sechzehn Mannschaften spielten eine Hin- und Rückrunde. Nach Abschluss der daraus resultierenden Spieltage ist der Meister in die 3. Liga aufgestiegen und die letzten vier Mannschaften sind in die Verbandsligen abgestiegen. Bei Punktgleichheit galt der direkte Vergleich.
Frauen: Vierzehn Mannschaften spielten eine Hin- und Rückrunde. Nach Abschluss der daraus resultierenden Spieltage wurde der ORPS-Meister ermittelt, der sich damit auch für die Aufstiegsrelegation zur 3. Liga (Handball) 2024/25 qualifizierte. Sollte der ORPS-Meister nicht an der Aufstiegsrelegation zur 3. Liga teilnehmen können oder wollen, kann der Vizemeister gemeldet werden. Die Plätze 13 und 14 stiegen direkt in die Landesligaen ab.  Bei Punktgleichheit galt der direkte Vergleich.

## Teilnehmer
Nicht mehr dabei waren die Aufsteiger der Vorsaison. Neu hinzukamen ein Absteiger (A) von der 3. Liga kommend und die Aufsteiger (N) aus den Verbandsligen.

### Abschlusstabellen
| Männer |                                 |        |        |
| Platz  | Verein                          | Spiele | Punkte |
| 1.     | VTV Mundenheim (A)              | 30     | 56:4   |
| 2.     | HV Vallendar                    | 30     | 45:15  |
| 3.     | SG SV 64/VT Zweibrücken         | 30     | 44:16  |
| 4.     | HSG Rhein-Nahe Bingen           | 30     | 44:16  |
| 5.     | DJK SF Budenheim                | 30     | 41:19  |
| 6.     | SG Saulheim                     | 30     | 39:21  |
| 7.     | MSG HF Illtal                   | 30     | 31:29  |
| 8.     | Handball Mülheim-Urmitz         | 30     | 29:31  |
| 9.     | TV Nieder-Olm                   | 30     | 27:33  |
| 10.    | TV 1886 Offenbach               | 30     | 27:33  |
| 11.    | HSG Kastellaun/Simmern (N)      | 30     | 27:33  |
| 12.    | Südpfalz Tiger                  | 30     | 24:36  |
| 13.    | TuS KL-Dansenberg 2             | 30     | 21:39  |
| 14.    | mHSG Friesenheim/Hochdorf 3 (N) | 30     | 13:47  |
| 15.    | HSG Eckbachtal                  | 30     | 10:50  |
| 16.    | HSG Worms                       | 30     | 2:58   |

| Frauen |                                     |        |        |
| Pos.   | Verein                              | Spiele | Punkte |
| 1.     | FSG Ketsch/Friesenheim 2            | 26     | 50:2   |
| 2.     | HSG Wittlich (A)                    | 26     | 46:6   |
| 3.     | TSG Haßloch                         | 26     | 40:12  |
| 4.     | HSG Hunsrück                        | 26     | 33:19  |
| 5.     | DJK SF Budenheim                    | 26     | 32:20  |
| 6.     | VTV Mundenheim                      | 26     | 28:24  |
| 7.     | Südpfalz Tiger                      | 26     | 28:24  |
| 8.     | TV Bassenheim                       | 26     | 26:26  |
| 9.     | TSG 1846 Mainz-Bretzenheim          | 26     | 26:26  |
| 10.    | FSG Bodenheim/Gonsenheim/TSV Schott | 26     | 20:32  |
| 11.    | HSG TVA/ATSV Saarbrücken (N)        | 26     | 18:34  |
| 12.    | HSG Lingenfeld/Schwegenheim (N)     | 26     | 7:45   |
| 13.    | HF Köllertal                        | 26     | 6:46   |
| 14.    | TV 03 Wörth                         | 26     | 4:48   |

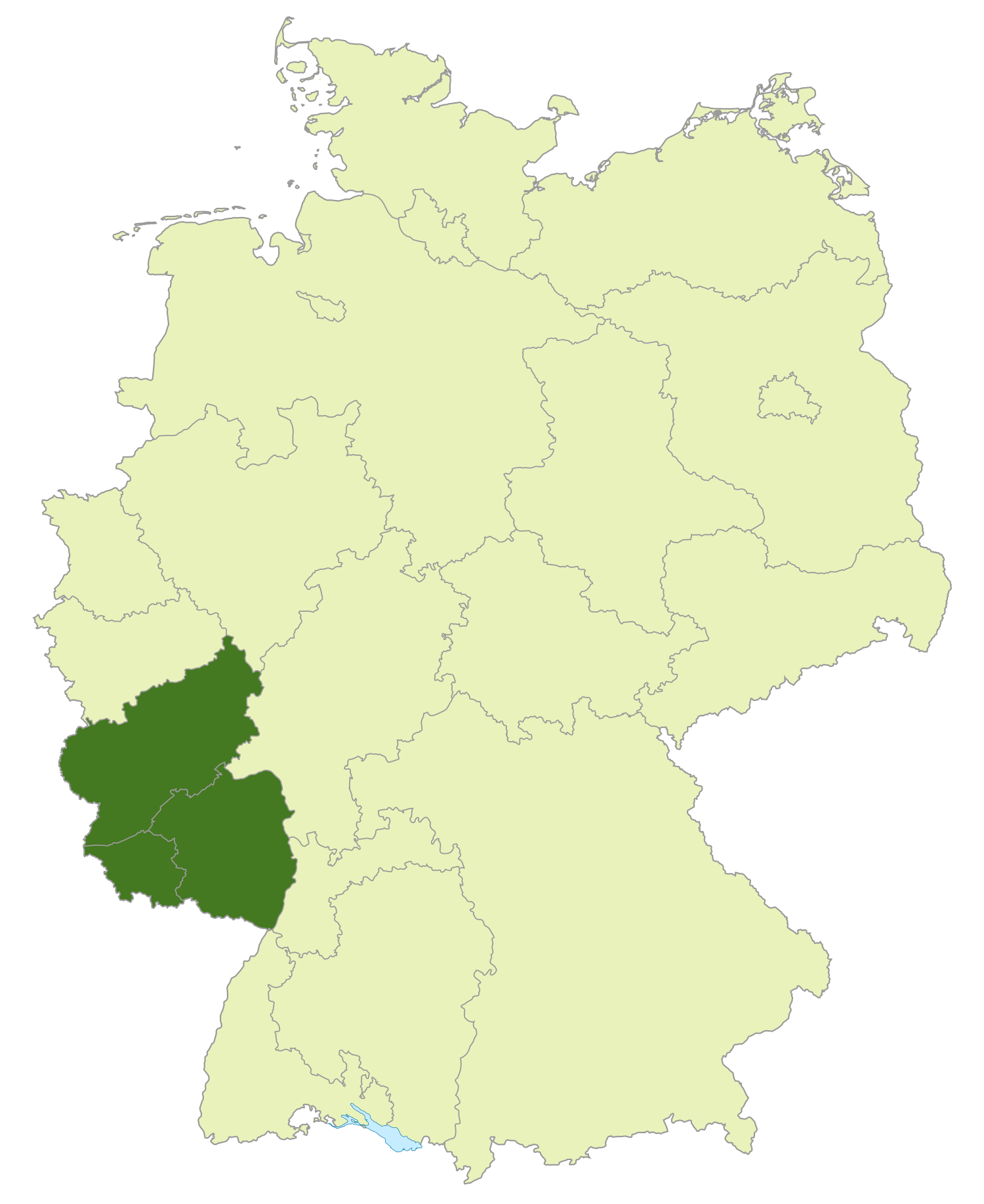
Bereich der Handball-Oberliga
Rheinland-Pfalz / Saarland

(A) = Absteiger aus der 3. Liga (N) = neu in der Liga
 Meister und Aufsteiger zur 3. Liga 2024/25
 Meister und für die Aufstiegsrelegation zur 3. Liga 2024/25 qualifiziert. 
 Für die Regionalliga SW 2024/25 qualifiziert

## Aufstiegsrelegation zur 3. Liga (Frauen)
Die 3. Liga (Frauen) ist am Ende der Saison von 48 auf nur noch 36 Teams reduziert worden. Dazu wurde mit den Oberligameistern eine Aufstiegsrelegation zur 3. Liga (Frauen) durch den DHB ausgetragen. Es wurden drei Gruppen in Nord, Mitte und Süd mit je vier Mannschaften gebildet. Jede Gruppe spielte eine Hin- und Rückrunde, wobei sich jeweils die zwei bestplatzierten Teams für die 3. Liga (Frauen) 2024/25 qualifizierten.
In der Südgruppe traten der Bayerische Meister (Bayernliga), Meister und Vizemeister der Oberliga Baden Württemberg (OBW) und der Meister Rheinhessen / Rheinland / Pfalz / Saar (ORPS) gegeneinander an. Am Ende der Relegation galt bei Punktegleichheit der direkte Vergleich.

### Gruppe Süd
Ausspielung vom 27./28. April bis 8./9. Juni 2024. Stand 9. Juni 2024
|    | Mannschaft                      | Sp | S | U | N | Tore    | Diff. | Pkte |
| -- | ------------------------------- | -- | - | - | - | ------- | ----- | ---- |
| 1. | FSG Ketsch/Friesenheim 2 (ORPS) | 6  | 4 | 1 | 1 | 204:174 | +30   | 9:3  |
| 2. | TSV Schwabmünchen (Bayernliga)  | 6  | 3 | 0 | 3 | 166:173 | −7    | 6:6  |
| 3. | HC Schmiden-Oeffingen (OBW 2)   | 6  | 3 | 0 | 3 | 162:169 | −7    | 6:6  |
| 4. | TG 88 Pforzheim (OBW 1)         | 6  | 1 | 1 | 4 | 162:178 | −16   | 3:9  |

 Aufsteiger zur 3. Liga (Frauen) 2024/25.